# Manisha Koirala
Manisha Koirala (Katmandu, 16 agosto 1970) è un'attrice e produttrice cinematografica indiana.

## Filmografia

### Attrice
- Saudagar, regia di Subhash Ghai (1991)
- First Love Letter, regia di Shiva (1991)
- Yalgaar, regia di Feroz Khan (1992)
- Insaniyat Ke Devta, regia di K.C. Bokadia (1993)
- Anmol, regia di Ketan Desai (1993)
- Dhanwaan, regia di K. Viswanath (1993)
- 1942: A Love Story, regia di Vidhu Vinod Chopra (1994)
- Criminal, regia di Mahesh Bhatt (1994)
- Sangdil Sanam, regia di Shomu Mukherjee (1994)
- Yuhi Kabhi, regia di Kumar Bhatia (1994)
- Bombay, regia di Mani Ratnam (1995)
- Anokha Andaaz, regia di Lawrence D'Souza (1995)
- Guddu, regia di Prem Lalwani (1995)
- Ram Shastra, regia di Sanjay Gupta (1995)
- Akele Hum Akele Tum, regia di Mansoor Khan (1995)
- Milan, regia di Mahesh Bhatt (1995)
- Dushmani: A Violent Love Story, regia di Sanjay Khanna, Karan Razdan e Bunty Soorma (1995)
- Agni Sakshi, regia di Parto Ghosh (1996)
- Yeh Majhdhaar, regia di Esmayeel Shroff (1996)
- Indian, regia di S. Shankar (1996)
- Khamoshi: The Musical, regia di Sanjay Leela Bhansali (1996)
- Sanam,  regia di Aziz Sejawal (1997)
- Gupt: The Hidden Truth, regia di Rajiv Rai (1997)
- Loha, regia di Kanti Shah (1997)
- Khwaab (1997)
- Dil Ke Jharoke Main, regia di Ashim Bhattacharya (1997)
- Yugpurush: A Man Who Comes Just Once in a Way, regia di Parto Ghosh (1998)
- Salaakhen, regia di Guddu Dhanoa (1998)
- Achanak, regia di Naresh Malhotra (1998)
- Dil Se, regia di Mani Ratnam (1998)
- Maharaja, regia di Anil Sharma (1998)
- Kachche Dhaage, regia di Milan Luthria (1999)
- Lal Baadshah, regia di K.C. Bokadia (1999)
- Laawaris, regia di Shrikant Sharma (1999)
- Kartoos, regia di Mahesh Bhatt (1999)
- Mann, regia di Indra Kumar (1999)
- Hindustan Ki Kasam, regia di Veeru Devgan (1999)
- Mudhalvan, regia di S. Shankar (1999)
- Khauff, regia di Sanjay Gupta (2000)
- Baaghi, regia di Rajesh Kumar Singh (2000)
- Raja Ko Rani Se Pyar Ho Gaya, regia di Mangesh Kulkarni(2000)
- Champion, regia di Padam Kumar e Jana Sue Memel (2000)
- Grahan, regia di Shashila K. Fair (2001)
- 2001: Chhupa Rustam : A Musical Thriller di Aziz Sejawal: Nisha
- Lajja, regia di Rajkumar Santoshi (2001)
- Aalavandhan, regia di Suresh Krishna (2001)
- Moksha : Salvation, regia di Ashok Mehta (2001)
- Company, regia di Ram Gopal Varma (2002)
- Baba, regia di Suresh Krishna (2002)
- Jaani Dushman : Ek Anokhi Kahani, regia di Rajkumar Kohli (2002)
- Ek Chhotisi Love Story, regia di Shashilal K. Nair (2002)
- Escape from Taliban, regia di Ujjal Chattopadhyaya (2003)
- Calcutta Mail, regia di Sudhir Mishra (2003)
- Market, regia di Jay Prakash (2003)
- Paisa Vasool, regia di Srinivas Bhashyam (2004)
- Tum: A Dangerous Obsession, regia di Aruna Raje (2004)
- Darwaza Bandh Rakho, regia di J.D. Chakravarthi (2005)
- Chaahat Ek Nasha, regia di Jay Prakash e Surya Prakash (2005)
- Mumbai Express, regia di Srinivasa Rao Singeetham (2005)
- Taj Mahal : An Eternal Love Story, regia di Akbar Khan (2005)
- Anjaane - The Unknown, regia di Harry W. Fernandes (2006)
- Darwaza Bandh Rakho,  regia di J. D. Chakravarthi (2006)
- Anwar di Manish Jha (2007)
- Tulsi, regia di Ajay Kumar (2008)
- Sirf, regia di Rajatesh Nayyar (2008)
- Dolci e spezie dall'India (India Sweets and Spices), regia di Geeta Malik (2021)

### Produttrice
- Paisa Vasool, regia di Srinivas Bhashyam (2004)

## Doppiatrici italiane
Nelle versioni in italiano delle opere in cui ha recitato, Manisha Koirala è stata doppiata da:
- Lilli Manzini in Dolci e spezie dall'India